# Alexander Wiktorowitsch Selujanow
Alexander Wiktorowitsch Selujanow (russisch Александр Викторович Селуянов; * 24. April 1982 in Ufa, Russische SFSR) ist ein ehemaliger russischer Eishockeyspieler, der zuletzt bei Awtomobilist Jekaterinburg in der Kontinentalen Hockey-Liga unter Vertrag stand. Sein jüngerer Bruder Wjatscheslaw ist ebenfalls Eishockeyspieler.

## Karriere
Alexander Selujanow begann seine Karriere als Eishockeyspieler bei Nowoil Ufa, für die er in der Saison 1998/99 in der drittklassigen Perwaja Liga aktiv war. Anschließend wechselte er zu Salawat Julajew Ufa, für das er in der folgenden Spielzeit sein Debüt in der russischen Superliga gab, wobei er in 13 Spielen drei Scorerpunkte, darunter ein Tor, erzielte. Nach zwei Jahren verließ der Verteidiger Salawat und unterschrieb einen Vertrag bei deren Ligarivalen HK Lada Toljatti, mit dem er in der Saison 2004/05 Vizemeister wurde. Daraufhin wurde der ehemalige Juniorennationalspieler vom HK Metallurg Magnitogorsk verpflichtet, mit dem er im Dezember 2005 zunächst den Spengler Cup sowie 2008 den IIHF European Champions Cup gewann. Des Weiteren wurde Selujanow 2007 mit seiner Mannschaft erstmals Russischer Meister. In der Saison 2008/09 erreichte er mit Metallurg das Finale in der neugegründeten Champions Hockey League, in dem er mit seinem Team den ZSC Lions aus der Schweizer National League A unterlag.
Ende September 2010 wechselte Selujanow innerhalb der KHL zum OHK Dynamo, ehe er im Mai 2011 von Torpedo Nischni Nowgorod verpflichtet wurde. Dort blieb er jedoch ebenfalls nicht lange und wechselte Ende Oktober 2011 erneut innerhalb der KHL, diesmal zum HK Jugra Chanty-Mansijsk.
Ab Juli 2012 stand er bei Neftechimik Nischnekamsk unter Vertrag, ein Jahr später wechselte er zu Awtomobilist Jekaterinburg.

### International
Für Russland nahm Alexander Selujanow an der U18-Junioren-Weltmeisterschaft 2000 sowie der U20-Junioren-Weltmeisterschaft 2001 teil.

## Erfolge und Auszeichnungen
- 2000 Silbermedaille bei der U18-Junioren-Weltmeisterschaft
- 2005 Russischer Vizemeister mit dem HK Lada Toljatti
- 2005 Spengler-Cup-Gewinn mit dem HK Metallurg Magnitogorsk
- 2007 Russischer Meister mit dem HK Metallurg Magnitogorsk
- 2008 IIHF-European-Champions-Cup-Gewinn mit dem HK Metallurg Magnitogorsk
- 2009 2. Platz Champions Hockey League mit dem HK Metallurg Magnitogorsk

## KHL-Statistik
(Stand: Ende der Saison 2010/11)